# Sanostol
Sanostol ist der Markenname einer Produktfamilie des Pharmakonzerns Nycomed Deutschland GmbH, der 2011 von der japanischen Takeda Pharmaceutical Company übernommen wurde und 2013 an die Dr. Kade Pharmazeutische Fabrik verkauft wurde. Dazu gehören Multivitaminerzeugnisse, die in Form von Lutschtabletten oder Säften, viel häufiger jedoch unter der Bezeichnung Multi-Sanostol als dickflüssiger Sirup in dreieckigen Glasflaschen rezeptfrei in Apotheken und Supermärkten verkauft werden. Zielgruppe der Mittel sind vor allem Eltern, die es für ihre Kinder kaufen.

## Geschichte
Eine Lebertran-Emulsion wurde in Norwegen erfunden und ab dem Jahr 1935 in Lizenz von dem Essener Hersteller Roland unter dem Markennamen Sanostol angeboten. Nach dem Zweiten Weltkrieg wurde die Lizenz in Österreich und der Schweiz anderweitig vergeben, so dass ein Vertrieb dorthin nicht möglich war. In Essen existierte weiterhin die chemische Fabrik Roland GmbH, die auch das Asthmamittel Felsol anbot. Im Jahre 1965 stellte der Hersteller die Zusammensetzung auf ein Präparat mit  Vitaminen um. 1978 verlegte der Hersteller Roland, der 1972 zur Hamburger Chemischen Fabrik Promonta GmbH gehörte, die über Varta und die Byk Gulden Lomberg GmbH im Besitz des Quandt-Konzerns war, seinen Standort nach Hamburg. 2002 wurde die Roland Arzneimittel GmbH in Altana Consumer Health GmbH umbenannt. Ende 2003 wurde der Standort Hamburg geschlossen. Die Pharmasparte von Altana wurde zum 1. Januar 2007 an das dänische Unternehmen Nycomed und von dort 2013 an Dr. Kade verkauft, so dass Sanostol seitdem von Dr. Kade vertrieben wird.

## Werbespot
Der Jingle, der am Ende aller Fernseh- und Hörfunkwerbespots gespielt wird, wurde als Hörmarke 39976655 eingetragen. Ursprünglich sangen Kinder den Produktnamen „Saanoostooool“ in der Melodie des Dur-Dreiklangs dis, fis und h. In neueren Spots singt nur ein Kind, die Tonfolge ist nun transponiert auf cis, e, a. Bekannt ist vor allem ein Werbespot aus den 1980er-Jahren, in dem ein auffallend inaktiver Junge kontrastiert zu im Regen tobenden Kindern dargestellt ist.

## Bewertung
Vitaminhaltige Nahrungsergänzungsmittel sind nicht grundsätzlich ungefährlich, insbesondere solche mit fettlöslichen Vitaminen, da sie zu Hypervitaminosen führen können. Die Stiftung Warentest bewertete in der Ausgabe 6/2008 ihrer Zeitschrift Test den Sanostol Multivitaminsaft sowie die Sanostol Lutschtabletten beim Test von 23 Vitaminpräparaten mit „nicht geeignet“, weil die „Dosis an Vitamin A zu hoch“ sei. In der Ausgabe August 2009 der Zeitschrift Öko-Test wurden die Sanostol-Lutschtabletten, die in der Öko-Test Kompakt Kinderernährung 11/2008 wegen erhöhten Vitamingehaltes nur mit „befriedigend“ bewertet wurden, für „Hinweise auf Erkältungen oder Abwehrkräfte“ auf der Verpackung auf „mangelhaft“ abgewertet, weil das in der Werbung herausgestellte Vitamin C davor nicht schütze.